# أسكوت (السودان)

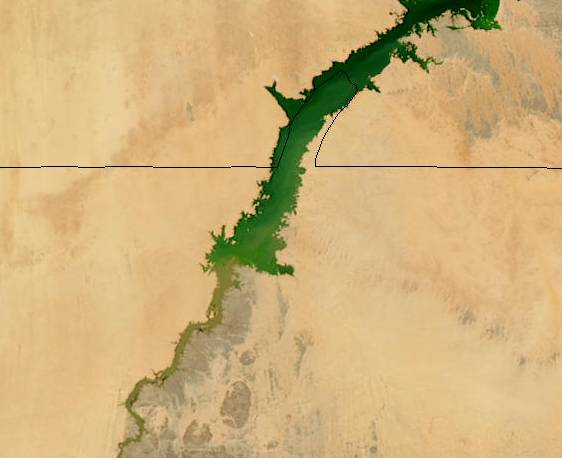
بحيرة النوبة سنة 2003.

أسكوت (وتُعرَف أيضًا في مصر القديمة باسم جير سيتيو) كانت قلعة جزيرة مصرية قديمة في المملكة الوسطى على نهر النيل، بُنيَت لغرض تأمين الحدود إلى النوبة. مُنذ الانتهاء من السد العالي في أسوان،ولكن غُمرت الجزيرة بالمياة من  بحيرة النوبة.
بُنيَ الحصن على بعد حوالي 351 كيلومترًا جنوب أسوان، ومن قبل سنوسرت الثالث. قياسها 77 × 87 متر.و يبلغ سُمك الجدار الواقي 5.3 متر وله معاقل شبيهة بالحافز. والمدخل مُحصن للغاية يَحمي المعبد والمُستودعات على طول الميناء. وداخِل القلعة كان هُناك منزل قائد وثكنات الجيش. فقد اكتُشفَ الفخار في الموقع الذي يعود تاريخه إلى أوائل الأسرة المصرية الثالثة عشر.